# هارون مورغان
هارون مورغان (بالإنجليزية: Aaron Morgan)‏ هو لاعب كرة قدم أمريكية أمريكي، ولد في 30 ديسمبر 1988 في نيو أورلينز في الولايات المتحدة.

## وصلات خارجية
- هارون مورغان على موقع مرجع كرة القدم المحترفة.كوم (الإنجليزية)